# Марокко на Олімпійських іграх
Марокко бере участь в Олімпійських іграх з 1960 року. Відтоді Марокко посилав спортивну делегацію на всі літні Ігри, крім Московської олімпіади. Марокко також бойкотували літні Ігри 1976 року, але приєдналися до бойкоту й відкликали свою делегацію, коли один спортсмен уже виступив. Країна також брала участь в чотирьох Зимових олімпіадах. 
НОК Марокко створено 1959 року.
Більшість медалей марокканці виграють у легкій атлетиці, особливо в бігу на середні дистанції. 

## Таблиці медалей

### Медалі літніх Ігор
| Ігри              | Золото          | Срібло          | Бронза          | Загалом         |
| Рим 1960          | 0               | 1               | 0               | 1               |
| Токіо 1964        | 0               | 0               | 0               | 0               |
| Мехіко 1968       | 0               | 0               | 0               | 0               |
| Мюнхен 1972       | 0               | 0               | 0               | 0               |
| Монреаль 1976     | 0               | 0               | 0               | 0               |
| Москва 1980       | не брали участі | не брали участі | не брали участі | не брали участі |
| Лос-Анджелес 1984 | 2               | 0               | 0               | 2               |
| Сеул 1988         | 1               | 0               | 2               | 3               |
| Барселона 1992    | 1               | 1               | 1               | 3               |
| Атланта 1996      | 0               | 0               | 2               | 2               |
| Сідней 2000       | 0               | 1               | 4               | 5               |
| Афіни 2004        | 2               | 1               | 0               | 3               |
| Пекін 2008        | 0               | 1               | 1               | 2               |
| Лондон 2012       | 0               | 0               | 1               | 1               |
| Ріо 2016          | 0               | 0               | 1               | 1               |
| Усього            | 6               | 5               | 12              | 23              |

### Медалі за видами спорту
| Вид спорту     | Золото | Срібло | Бронза | Загалом |
| Легка атлетика | 6      | 5      | 8      | 19      |
| Бокс           | 0      | 0      | 4      | 4       |
| Усього         | 6      | 5      | 12     | 23      |

## Зовнішні посилання
- Olympic Medal Winners. International Olympic Committee. Архів оригіналу за 16 липня 2013. Процитовано 15 грудня 2007.
- Comité Olympique Marocain. International Olympic Committee. Архів оригіналу за 22 липня 2013. Процитовано 13 червня 2011.